# Ngawang Rinchen
Ngawang Rinchen was regent van Tibet van 1703 tot 1706.
Rinchen was de zoon van de regent Sanggye Gyatso en daarmee mogelijk de kleinzoon van de vijfde dalai lama. Rinchen kreeg het regentschap in handen, nadat zijn vader in 1703 was afgezet door Lhabzang Khan omdat hij jarenlang had verzwegen dat de dalai lama al in 1682 was overleden. Tijdens de regering van Rinchen bleef in feite zijn vader zeer invloedrijk.
In 1705 ondernam Lhabzang Khan opnieuw militaire actie en daarbij werd Sanggye Gyatso gedood. Op bevel van de Tibetaanse koningin van Lhabzang, Tsering Trashi werd hij onthoofd. Rinchen maakte in 1706 plaats voor de door Lhabzang Khan naar voren geschoven Yeshe Gyatso als zesde dalai lama, toen de echte zesde dalai lama, Tsangyang Gyatso, onderweg naar Peking was omgekomen.
Ngawang Rinchen vluchtte naar China. Hoewel keizer Kangxi de militaire actie van Lhabzang ondersteunde, mocht Rinchen de rest van zijn leven aan het Chinese hof verblijven.